# Dasydorylas horridus
Dasydorylas horridus – gatunek muchówki z podrzędu krótkoczułkich i rodziny Pipunculidae.
Gatunek ten opisany został w 1897 roku przez Johanna Beckera jako Pipunculus horridus.
Muchówka o ciele długości od 3 do 3,5 mm. Głowa jej ma srebrzystoszaro opylone twarz i czoło. Czułki są czarnobrunatne z biało owłosionym trzecim członem. Tułów ma matowe, krwawobrunatne śródplecze i tarczkę. Skrzydła są nieco żółtawo podbarwione, z pterostygmą zaciemnioną na całej długości. Ubarwienie łuseczek tułowiowych jest białe, a przezmianek żółtobrunatne. Odnóża ubarwione są czarnobrunatnie z żółtawymi kolanami i nasadowymi członami stóp. Matowe, brunatnoczarne tergity odwłoka są szaro opylone z żółtobrunatnymi plamami na środkach. Owłosienie odwłoka jest gęste, sterczące, barwy czarnej.
Owad europejski, znany z Wielkiej Brytanii, Belgii, Holandii, Niemiec, Szwajcarii, Włoch, Polski, Czech, Słowacji, Węgier, Słowenii, Chorwacji, Łotwy i Bułgarii. Owady dorosłe są aktywne od maja do sierpnia.